# Französische Botschaft in Saarbrücken
Koordinaten: 49° 14′ 8″ N, 6° 59′ 6″ O

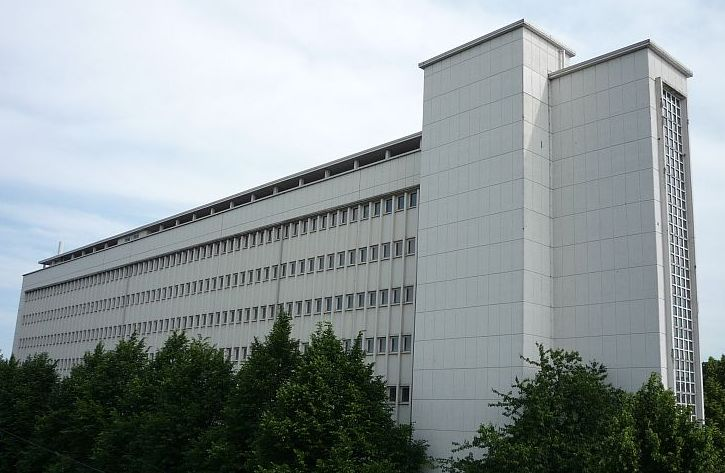
Nordfassade

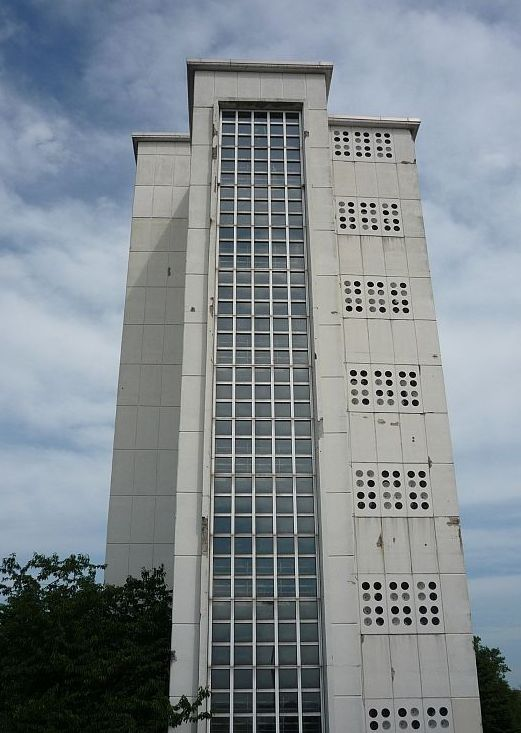
Westfassade mit Treppenhausturm

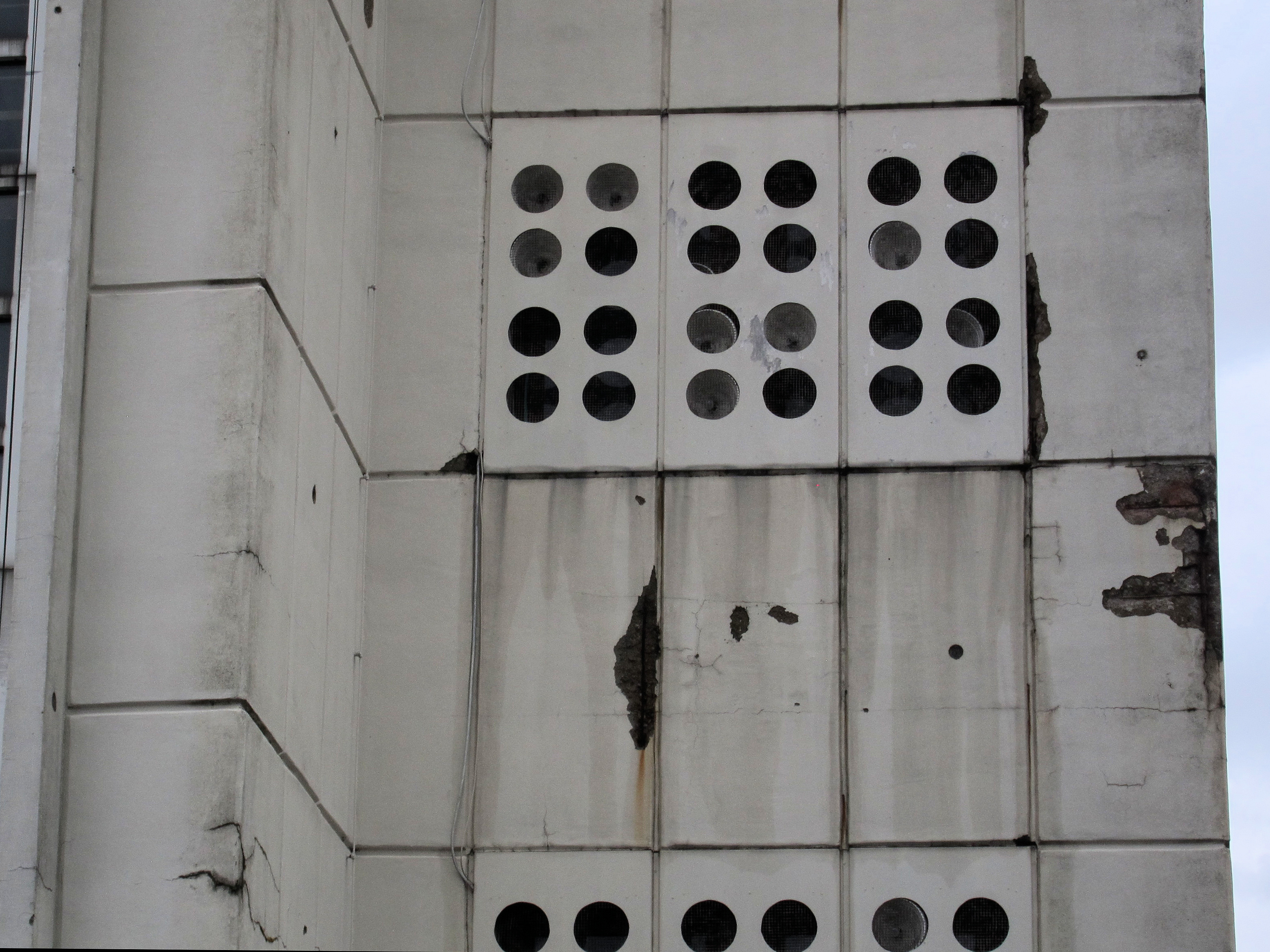
Bauschäden an der Westfassade im März 2023

Die Französische Botschaft in Saarbrücken, die der französische Architekt und Städteplaner Georges-Henri Pingusson im Stil des Mouvement Moderne 19 Jahre nach seinem frühen und aufsehenerregenden Meisterwerk, dem Hotel Latitude 43 in Saint-Tropez, schuf, zählt zu seinen bedeutendsten Bauten. In dem Gebäude war von 1954 bis 1959 die Französische Botschaft und zuletzt das Ministerium für Bildung und Kultur des Saarlandes untergebracht.

## Historie
Nach dem Zweiten Weltkrieg erhielt das Saarland einen autonomen Status, der den französischen Einfluss durch eine Währungs-, Wirtschafts- und Verteidigungsunion mit Frankreich sicherte. Der französische Militärgouverneur an der Saar Gilbert Grandval (1904–1981), seit 1941 im Widerstand gegen die deutsche Besetzung Frankreichs, hatte in der Gruppe Ceux de la Résistance den Architekten Jean Prouvé, einen Verfechter moderner Architektur, kennengelernt. Dieser unterstützte Grandval 1945 bei der Berufung geeigneter Städteplaner und Architekten zum Wiederaufbau der stark zerbombten Städte Saarbrücken, Saarlouis sowie der zur Saar gehörenden Landkreise Ottweiler, St. Wendel, Homburg, St. Ingbert, Merzig und Saarburg. In das Team der Section Urbanisme et Reconstruction bei der Militärregierung der Saar unter Leitung von Marcel Roux und seinem Stellvertreter André Sive wurde auch Georges-Henri Pingusson berufen. Sie gehörten der von Robert Mallet-Stevens und René Herbst gegründeten Union des Artistes Modernes (UAM) an und waren Teilnehmer des Congrès International d’Architecture Moderne (CIAM). Dieses prägnanteste Gebäude aus jener Zeit entstand 1951 bis 1954 nach dem Entwurf von Pingusson unter Mitarbeit von Bernhard Schultheis und Hans Bert Baur.
Inzwischen treten deutliche Anzeichen einer statischen Problematik auf sowie auch äußerlich sichtbare 
Schäden beim Stahlbeton. Die Nutzung des Gebäudes ist dadurch beeinträchtigt, so dass 2014 das dort ansässige Landesministerium in die ebenfalls denkmalgeschützte Alte Hauptpost umgezogen ist. Ob und wann die Behebung der Mängel erfolgen wird, ist angesichts der Finanzlage im Saarland noch unklar. Im Januar 2021 teilte das zuständige Ministerium für Inneres, Bauen und Sport mit, dass sich die Kosten für die Sanierung des Gebäudes auf 50 bis 55 Millionen Euro belaufen könnten.

## Grundriss und Gestaltung
Das Gebäude der ehemaligen Französischen Botschaft befindet sich auf einem am südlichen Saarufer gelegenen 25.000 Quadratmeter großen Grundstück. Der Gebäudekomplex gliedert sich in das schmale einhüftige, achtgeschossige Verwaltungshochhaus sowie den östlich angefügten dreigeschossigen Flachbau, welcher der Repräsentation und Versammlung, dem Wohnen und der Bewirtschaftung dient.
Die Distribution des aufgeständerten Verwaltungshochhauses im Norden zur Saar hin ermöglichte eine großzügige Gartenanlage im Süden. Die repräsentative Zufahrt erfolgte vom Norden über die Saaruferstraße in den durch die U-förmige Anordnung der Flachbauten gebildeten Ehrenhof, welcher einst nach Norden durch ein 25 Meter langes Gewächshaus abgeschlossen war. Die Andienung des Hochhauses erfolgte von der ehemaligen Weststraße entlang einer langen schmalen, in Nord-Süd-Richtung verlaufenden Pergola zum angrenzenden Park hin. Der östlich gelegene Wohn- und Wirtschaftsflügel wurde von Osten über die Keplerstraße erschlossen.
Die 100 Meter lange und nur acht Meter schmale Hochhausscheibe wird im Nordwesten vertikal durch den Treppenhausturm mit den aus der Fassadenflucht hervorragenden Aufzugs- und Sanitärräumen abgeschlossen. Der im Osten angefügte zweihüftige Flachbau gliedert sich in fünf dreigeschossige Bauteile. Der Verbindungstrakt zwischen Verwaltungshochhaus und Empfangsgebäude begrenzt den Ehrenhof nach Westen und wurde als Sitz des Generalkonsuls, als Büro- und Archivgebäude genutzt. Das Empfangsgebäude bildet die Mittelachse des Ehrenhofes mit dem zweigeschossigen Foyer und den zum Garten orientierten Sälen mit dem Botschafterzimmer und den dazugehörigen Nebenräumen. Der Gartensaal kann zusammen mit dem Foyer als zentraler Empfangsraum der Botschaft genutzt werden, der zugleich durch die an den Längswänden zur Empfangshalle quer ausfahrbaren Faltwände in kleinere Säle unterteilt werden kann. Das zwischen Empfangsgebäude und repräsentativem Wohntrakt angeordnete Wirtschaftsgebäude schließt den Ehrenhof nach Osten ab.
Die Hochhausscheibe ruht auf den in der Erdgeschosszone angeordneten pylonenartigen Pfeilern im Achsabstand von 9,20 Meter, welche die Verwaltungsgeschosse von der Gartenzone prägnant absetzen. Nur ein Teil des Erdgeschosses, das Treppenhaus im Nord-Westen und der Gebäudeteil zwischen der dreiläufigen Haupttreppe und dem östlichen Nebentreppenhaus zum anschließenden dreigeschossigen Flachbau, ist ausgebaut. Die so genannte „Fünfte Fassade“ (Dachdraufsicht) wird durch das zurückgesetzte aufgeständerte Flachdach des achten Obergeschosses mit der Kantine und einem Speisesaal, der sich zur Dachterrasse hin öffnet, gebildet.

## Fassaden
Die horizontalen Geschossscheiben mit den Fensterbändern der nach Süden ausgerichteten Büroräume werden durch schlanke Stahlbetonstützen im Raster von 1,20 Meter vertikal untergliedert. Die an der Fassade ablesbaren Geschossdecken mit integriertem Sonnenschutz sind im Süden zwischen die Vertikalstützen zurückgesetzt – im Gegensatz zu der Nordfassade, wo die Fenster durch Brüstungsriegel gerahmt werden. Das Treppenhaus an der Westfassade wird über alle Geschosse durch eine vertikale Fensterwand, ausgefacht mit einer feingliedrigen Betonrahmenkonstruktion, belichtet.
Die Lage des Erschließungsflures entlang der Nordfassade, der vertikale Treppenturm im Westen und die Flachbauten mit unterschiedlichen Nutzungen bedingen differenziert gestaltete Fassaden. Gegliederte Fensterflächen stehen im spannungsreichen Wechsel zu geschlossenen bzw. hochrechteckigen Lochfassaden.

## Denkmalwert
Das von Georges-Henri Pingusson in meisterhaftem Architekturdetail der Modernen erstellte Botschaftsgebäude löst sich von den traditionellen bestehenden Normen und Konventionen der damaligen Zeit. Der in Ästhetik und Askese streng gestaltete Gebäudekomplex dokumentiert somit eindrucksvoll das Zeitalter von Geschwindigkeit und Technik.